# Kožva (città)
Kožva (in lingua russa Кожва) è un insediamento di tipo urbano di 1 703 abitanti situato in Russia, nella Repubblica dei Komi, nel distretto Pečora.
Si trova sulla riva sinistra della Pečora